# シェルビー・アメリカン
シェルビー・アメリカン（Shelby American 、Carroll Shelby International ）はアメリカで発足した自動車メーカー、レーシングカー製造者である。レーシング・ドライバーであったキャロル・シェルビーが、引退後に自らの望んだスポーツカーを作るために築き上げた組織であったが、協力関係にあったフォード・モーターの意向を受け同社のレース車両の開発とワークスチームの運営、市販イメージリーダーカー開発と製造に貢献した後解散した。

## キャロル・シェルビー
キャロル・ホール・シェルビーはレーサー引退後、リバーサイド・レースウェイに「シェルビー・スクール・オブ・ハイパフォーマンス・ドライビング」を設立し、次世代のレーシングドライバーの養成に力を注いだ。このドライビング・スクールのインストラクターとして働いていたのがゼネラルモーターズでコルベット・スティングレイ（Corvette Stingray）のデザインをした経歴を持つピート・ブロックであった。
当時のアメリカには、ヨーロッパのスポーツカーに対抗しうる性能の車がほぼ皆無であった。唯一コルベットがそう言えるかも知れない存在だったが、特にコーナリング性能などでその性能はヨーロッパ製スポーツカーに及ばなかった。キャロル・シェルビーはレーサーを引退した時から、自身の手でヨーロッパのスポーツカーに匹敵する性能の車を作り出すこと、アメリカの量産部品を使った安価で信頼性が高くその上で高性能な車を創造する計画を描いており、この計画はその後ACコブラとして現実化された。

## ACコブラ
1961年イギリスのACカーズは、エンジン供給元であったブリストルからエンジンの生産を打ち切る決定を受け、オープン2座席のスポーツカー「エース」に搭載するエンジンを探さねばならなくなった。この決定を聞きつけたキャロル・シェルビーは早速ACカーズにコンタクトを取り、自分のために車を生産してもらうよう依頼した。アメリカでの販売というACカーズの目論見もあり、「良いエンジンが見つかるならば」という条件がついてこの依頼は了承された。キャロルはグッドイヤータイヤの販売代理店代表として知り合ったフォードのレース部門の責任者デイブ・エバンスにコンタクトを取り、その頃完成したばかりの新型フェアレーン221V8を入手することに成功した。
ACカーズではキャロルの指示のもとで未来のコブラ"CSX0001"の製作が開始された。そしてエンジン供給元となるフォードでは、開発計画部責任者ドン・フレイによってキャロル・シェルビーのスポーツカー構想が上層部に報告され、キャロルの考えとは別に、今やフォードの企業戦略プロジェクト"トータル・パフォーマンス"の一環として動き出そうとしていた。当時フォードはシボレー・コルベットに対抗し得るスポーツカーを特っていなかったため、フォード＝実用セダンメーカーというイメージが一般には浸透していた。これを何とかして拭い去り、ゼネラルモーターズやクライスラーを凌駕できるだけの、ハイパフォーマンスを誇示できる特別な手段を求めていたのである。そしてそれはキャロルがもたらしたこの計画が相応しいと結論されたのであった。
フォード・エンジンはさらに開発が進みチャレンジャー260V8が完成、これは直ちに1基がACカーズへ、2基がシェルビー・アメリカンへ送られた。ACカーズではデザイナー、アラン・ターナーの指示とキャロルのアイデア提供のもとシャシーの強化が順次行われていた。ACエース自体はイギリス・フォードからゼファー用2.6リットルの直列6気筒エンジンの供給が決まっていたため、シャーシをエンジン幅の広いV型エンジンに合わせまた260ユニットのハイパフォーマンス、とりわけ強大なトルクに対処するための強化が主な作業だった。
1962年1月、1号車CSX（キャロル・シェルビー・エクスペリメンタルの略、のちの生産車ではXはエクスポートの略となる）0001はイギリスで完成し、シルバーストーンサーキットでキャロル自身の手によってテスト走行が行なわれ各部がチェックされた。特別問題はなしと判断されたCSX0001は、すぐにサンタフェ・スプリングスに向けて船に積み込まれた。アメリカに上陸したCSX0001は早速フォードのデイブ・エバンスに披露され、その満足すべきデータよって1962年2月5日、正式にフォードとのエンジン供給契約が取り交わされた。その内容はフォードがエンジン、トランスミッション、その他のパーツをシェルビー・アメリカンに提供し、その見返りとしてボディサイドに"Powered by Ford"のプレートを着けることであった。初期のエンジン代金はキャロル・シェルビーへの信用貸しであったが、それは同時にフォードからの資金援助でもあった。
ACカーズのほうはエンジンレスのシャシーに基本ボディ・コンポーネンツを組み着け、船またはカーゴ・ジェットでシェルビー・アメリカンへ送り出すことで、ACカーズのプレートは残されることとなっていた。
コブラのネーミングについては諸説あるが、キャロルが見た夢の中にCSX0001が登場し、そのノーズに「COBRA」と書かれていたためというのが通説になっている。
その後量産1号車となったCSX2001、レース用コブラの1号車となったCSX2002が完成、2002はレーシング・コブラのテストベッドとして開発が始まった。まだエンジンはほぼストックの状態に近く、4バレルキャブレターのエアクリーナーを外したに過ぎなかった。足回りもアンチ・ロールバーや強化スプリングで固めた程度であった。しかしレーシング・スクリーン、のちに"ナッソー・ヘッダーズ"と呼ばれるサイド・エグゾースト、ノーズ下端のブレーキ用エア・スクープ、前方にステーが伸びるロールバーなど、後のレーシング・コブラの特徴はすでに全て備えていた。
コブラの生産台数がまだSCCA（Sports Car Club of America ）のホモロゲーション獲得条件を満たしていなかったためCSX2002のデビューは1962年10月にリバーサイドで行われたノン・タイトル戦、タイムズGPが選ばれた。このレースのXP（エクスペリメリメンタル・プロダクション）クラスには、新たに登場したシボレー・コルベットがエントリーしていたためであった。処女レースはビル・クラウスのドライブで新鋭327コルベットを完全にリードしたコブラであったが、リヤのハブキャリアを壊してリタイアとなり、デビューレースを飾ることはできなかった。この壊れたハブキャリアは直ちに改良され、それが後のレーシング・コブラのスタンダードとなる。次に出場したのがナッソー・スピード・ウィークスであった。ここではフェラーリやポルシェ、マセラティなど当時の主カマシンたちを尻目にレースをリードし、キャロルの給油ミスによってガス欠リタイアとなって1962年シーズンを終えたものの、コブラは高性能でパワーフルなスポーツ・カーとして注目されることになった。
その後量産設備のための準備段階に入った頃、ランス・リベントロー（スカラブ・レーシングプロジェクトで知られる）がその活動を停止したため、キャロルはカリフォルニア・ヴェニスにあったその生産設備とスペース、スカラブにかかわっていたスタッフを獲得することに成功した。その中にはその後シェルビー・アメリカンのブレインとして活躍するフィル・レミントンなども含まれていた。
1962年末、最初の30台の生産が軌道に乗った頃、シェルビー・アメリカンのファクトリーとして、ロサンゼルス空港内にあったノース・アメリカン航空の広大な敷地を譲り受け、ここに本拠地を構えることになった。これら一連の供与にもフォードからの資金援助があったといわれている。
シェルビー・アメリカンとコブラは、1963年から本格的にレース参加への意欲を見せる。ワークス・ドライバーに前年のビル・クラウスに替わり、シボレーからやってきたデイブ・マクドナルドを起用、当面のライバルであるシボレーに備えた。しかしこの年シボレーはワークス・チームを解散してしまった。
またこの年、シェルビー・アメリカンにとって重要な人物ケン・マイルズが加わった。イギリスから移住してきたマイルズは自身のガレージを経営していたが、サンビーム・タイガー（英国製のサンビーム・アルバインにフォードV8を載せるという計画で、ちょうどコブラにそっくりであった。のちにこれもキャロルによって実現する）を通してキャロルと知り合い、自身のショップを閉めてシェルビー・アメリカンに参加したのであった。マイルズはシェルビー・アメリカンのワークス・ドライバーとしても活躍することになるが、テクニカル・アドバイザーとしてフィル・レミントンと共に中核を成すことになる。
レーシング・コブラの初勝利はこの年の1月、リバーサイドにおいてであった。マクドナルドとマイルズがワン・ツー・フィニッシュを飾ったのである。しかもこのレースでマイルズは水を飲むためわざわざピットインし、ピットアウトするや再びコルベットを追い越すというパフォーマンスをやって見せた。
SCCAのホモロゲーションを取得したコブラは、FIAのメジャーレースに出場した。その最初の一歩は3時間で行われた同年のデイトナ・コンチネンタルであった。デイトナはシーズンの開幕戦であるため、ワークスチームを含め多くのチームが大挙して出場するイベントだが、とりわけ当時最速であったフェラーリ・250GTOが参加するのでシェルビー・アメリカンにとっては重要な1戦であった。ワークス・コブラは3台が準備された。ドライバーはデイブ・マクドナルド、スキップ・ハドソン、そしてグランプリ・ドライバーでもあるスターレーサー、ダン・ガーニーが初めてコブラのステアリングを握った。フォードはダン・ガーニーのマシンに、試作中のインディアナポリスエンジンを搭載することをリクエストした。この新型エンジンの搭載車はトップを快走したがメカニカルトラブルでリタイア、ハドソンも2位につけていたがトラブルでリタイア、残るマクドナルドが持ちこたえ4位で完走した。このレースを通じて関係者にはキャロル・シェルビーに対して"The people from FORD"というイメージが強く残り、キャロル自身が好むと好まざるとに係わらずフォードの顔になっていった。
次のFIA選手権はセブリング12時間であった。ベニスのファクトリーでは5台のマシンがそのための準備に忙しかったが、その間隙を縫って新289ユニットの実戦テストも精力的に行われたが、レースの結果は1台が11位でフィニッシュするに止まった。
ル・マン24時間にシェルビー・コブラで初挑戦したのも1963年であった。しかしこのレースの厳しさを知り抜いているキャロルは、まだワークス参加するだけの力はないと判断、あくまでもテスト出場に留めるためチームの運営を他者に依頼した。それにより1台がACカーズから、もう1台がシェルビー・アメリカンのディーラーでプライベート出場するエド・ヒューガス、合計2台のコブラが出場することになった。ロードスターのボディにはアルミ製のハードトップが取り付けられ、最高速の向上が計られていたが、これはル・マン・ルーフと呼ばれ、ル・マン出場のレーシング・コブラの特徴として有名になった。
元グランプリ・ドライバーのスターリング・モスがマネージャーを務めるACカーズ・チームは、ル・マンの経験も深い英国チームらしく、圧倒的に強いフェラーリ勢に続く総合7位でフィニッシュした。この成績を評価したフォードは真剣にマニュファクチャラーズ・チャンピオンシップの参戦を検討し始め、これはその後フォードGTプロジェクトとなる。
その一方、キャロルはシェルビー・アメリカンの知名度の向上のために、もっぱらSCCAに力をいれていた。1963年はアマチュア的な性格だったSCCAがよリプロフェッショナルなUSRRC（United States Road Racing Campionship ）シリーズをスタートさせた年であった。このシリーズは全米を舞台にドライバーズ、マニュファクチャラーズの両タイトルを賭けて戦うシリーズで、マスコミなどにより宣伝効果も期待されるためシェルビー・アメリカンでは特に重要視したのだった。そしてマクドナルド/マイルズ/ホルバートでファクトリー・チームを編成しコルベット・スティングレイやフェラーリ250GTOを向こうにまわして多くの勝利を納めたのだった。

## キング・コブラ
1963年、キャロルはUSRRC、Aプロダクションの両クラスにこれまでどおり参加しながら、コブラのようなロード・カーをベースとしたレース・カーでなく純粋なレーシング・プロトタイプの開発に踏み出した。キャロルはまず既製シャーシのクーパー・モナコを選んだ。クーパー・モナコはジョン・クーパー設計になるチューブラー・フレーム・シャシーを持つミドシップ・レーシングカーで、どんなパワー・ユニットも搭載できる応用範囲の広さが特徴であった。これに289エンジンを搭載し、名前をキング・コブラと命名した。
キング・コブラは1963年9月、ワシントン州ケントで行われたノースウエスト・グランプリでデビュー、マクドナルドとホルバートが出場したがどちらもオーバーヒートで完走できなかった。
このキング・コブラはジム・ホールのシャパラルやジム・クラークのロータスを相手に善戦したが。1964年に入るとスペース・フレーム・シャシーは急激に旧式なものとなり、次第に戦線縮小を追られることになる。
キング・コブラは8台が製作されたが、その後は427V8のテスト・ベッドに供されたりした。またそのうちの1台はキャロルの友人であったクレイグ・ラングのためにラング・クーパーに改造され、シェルビー・アメリカンからのエントリーでレースに出たが、後にクラッシュで失われた。そしてこの残されたエンジンとギアボックスを使って、ピート・ブロックがデザインしたのがデ・トマソ・キング・コブラであった。このエアロ・ダイナミックなボディを持つグルーブ7カーは、いかんせんデビューが遅すぎたため1964年のプロ・シリーズを2戦しただけで終わった。
キャロルはキングコブラ計画がうまくいけば、シャパラルの様にオリジナルのプロトタイプカーの設計に着手する予定だったが、その後フォードから請け負うことになる「フォードGTプロジェクト」の一環に組み込まれて行き、この計画を断念することになる。

## シェルビー・デイトナ

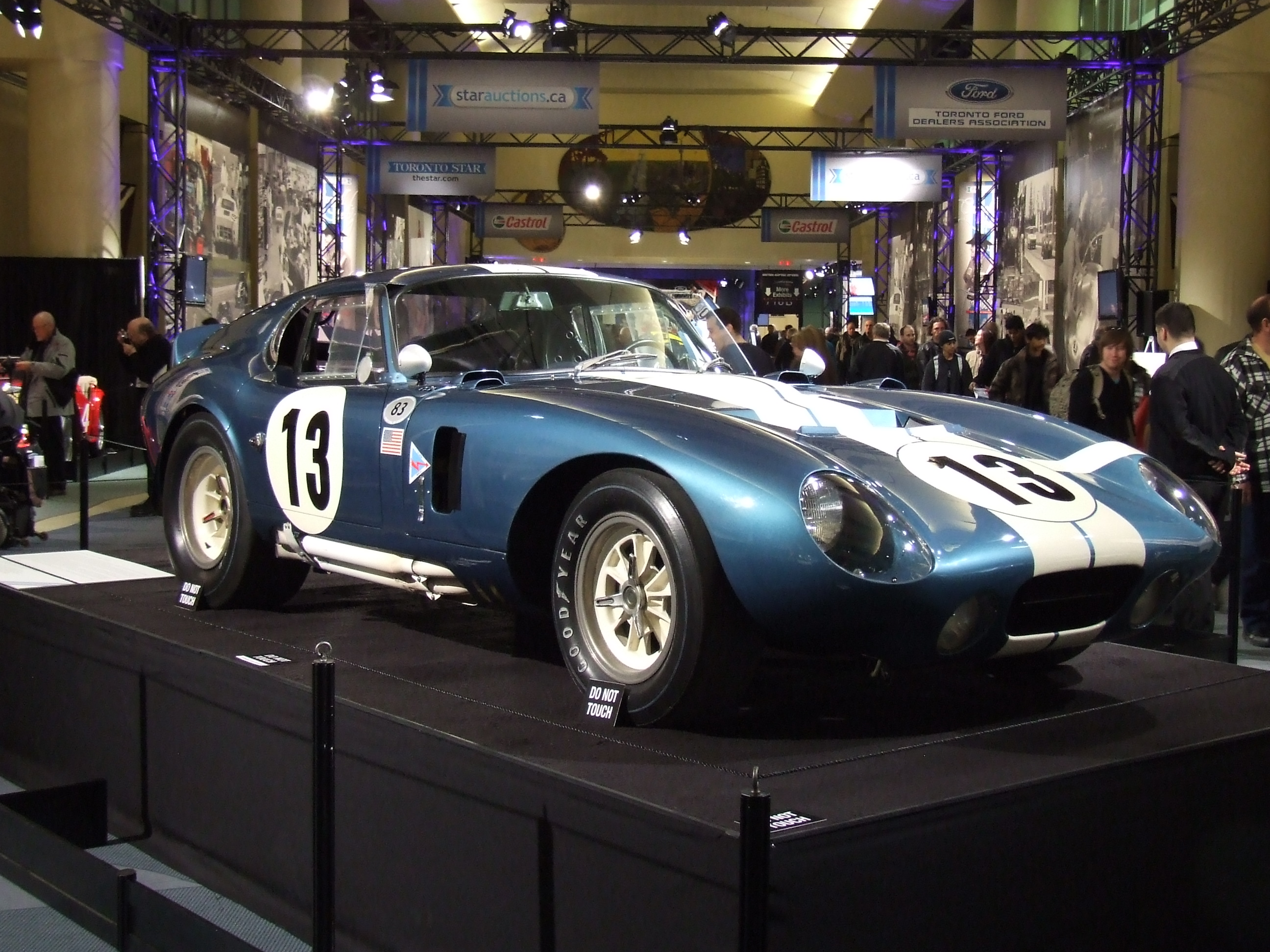
シェルビー・デイトナ

1963年のアメリカ国内におけるコブラ・ロードスターの活躍は素晴らしかった。フォードはこれを冷静に観察し、その存在がフォードにもたらす意味を的確に分析していた。ヘンリー・フォード二世の唱えた”トータル・パフォーマンス″のイメージ・リーダーと成り得るシェルビー・アメリカンにはより効果的な用法があると考えたフォードはシェルビー・アメリカンを世界の檜舞台に進出させることを決定した。すなわちワールド・マニュフアクチャラーズ・チャンピオンシップ・シリーズへの参戦である。フォードの狙いはワールド・チャンピオン・タイトルに輝くこと、ル・マン24時間を制すること。そしてそのためには手段を選ばなかった。すでに1963年に動き始めていたこのビッグ・プロジェクトは、フェラーリの買収計画の失敗、ローラ・カーズの吸収などタイトルに向けての具体的な活動が始まっていた。そして新たにそのプロジェクトの一翼としてシェルビー・アメリカンも組み込まれたのであった。
これを請けてシェルビー・アメリカンではFIAシリーズのための準備にはいった。ヨーロッパのGTカーレースは基本的に長距離の耐久レースであり、最高速もアメリカのスプリント・コースとは比較にならないほど高い。1963年のル・マンの経験からしても、フェラーリ・250GTOとの最高速度差が平均で30 km/hもあるコブラ・ロードスターがヨーロッパでの戦いには不利であろうことは明白であった。最高速も160 mphが限界であったため空気抵抗の少ないクーペボディの必要があった。当時のFIAルールではチャンピオンシップのかかるGTカーは、12ヶ月間に100台の生産義務を要求していたが、ボディ形状は自由と規定されており、コブラ・ロードスターのシャシーに全く新しいクーペボディを着せることが決定された。
キャロルはGMでコルベットのデザイン経験を持つピート・ブロックに、この新しいコブラ・クーペのデザインを任せた。1963年のデイトナでクラッシュしたコブラ"CSX2014"を修復して作成された原寸大のモックアップを使ってアウトラインが決められ、アルミ製のボディパネルがカリフォルニア・メタル・シェイピングで製作された。シャシーのモデファイはフィル・レミントンとケン・マイルズによって進められた。1964年シーズンの開幕に間に合わせるため急ピッチで製作は進められ、一説には約90日で完成されたという。コブラクーペの1号車"CSX2287"が完成するやボディの塗装もそこそこに、早速リバーサイド・レースウェイに持ち込まれてテストが行われた。結果は計画どおり180 mphをクリアしさらに約25%の燃費削減ができることも判明した。
1964年の開幕戦はデイトナ2000kmであった。このシーズンからシェルビー・アメリカンのワークスカラーに決まった「ヴァイキング・ブルー」に塗装されたコブラクーペは、デイブ・マクドナルドとボブ・ホルバートのドライブで約8時間トップの座を守ったが、ピット作業中に火災事故を出しレースを断念した。この新型クーペはデビューしたサーキットの名を取りシェルビー・デイトナと呼ばれることになった。その後シェルビー・デイトナはイタリアのカロツェリア・グランスポルトで5台生産され、シェルビー・アメリカンはレースによってクーペとロードスターを使い分けた結果、1965年のGT選手権（ワールド・マニファクチャラーズ・チャンピオンシップ）チャンピオンを獲得した。

## フォードへの貢献
フォードは1964年シーズンからワールド・マニファクチャラーズ・チャンピオンシップにフォードGTで挑戦していたが、このシーズンを惨敗に近い状態で終えねばならなかった。1965年シーズンよりフォードは速いけれども全く信頼性に乏しかったフォードGTの改良とワークスチームの運営をシェルビー・アメリカンへ依頼し、1964年末から早速フィル・レミントンとケン・マイルズによって実戦的な改良が加えられ1965年の開幕戦に間に合うよう作業を進めた。シェルビーに移管されたフォードGT"103"と"104"は1965年のデイトナ・コンチネンタル2000kmで優勝と3位に入り、さらにデイトナ・コブラが2位と4位に入賞する大戦果を挙げた。
フォードが特に望んだのはル・マン制覇であった。1965年、フォードが全力を傾注したにも係わらず、フォードGTは完璧な敗退を味わっていた。それに対しシェルビー・アメリカンに委任したデイトナ・セブリングでは成功を収めていたため、フォードはル・マンの勝利をシェルビー・アメリカンに託したのだった。
1966年のル・マンには主力のシェルビー・アメリカンから3台、ホルマン＆ムーディから3台、アラン・マンから2台、そして後方支援を担当するプライベーターが5台の全13台という大物量作戦が展開された。正しくレース内容そのものもフォードのためのものと言えた。ヘンリー・フォードII世が見守る中、24時間のチェッカーをフォードGTは3台揃ってかいくぐった。正しくそれはフォードの“トータル・パフォーマンス”デモンストレーション・ショーの最大の見せ場となった。
1960年代初頭、ヘンリー・フォード二世によって宣言されたデイトナ、インディ、ル・マンにおけるフォードの勝利は、ついにここに達成されたのであった。そして、それに関与したシェルビー・アメリカンの貢献度は計り知れないほどのものであった。

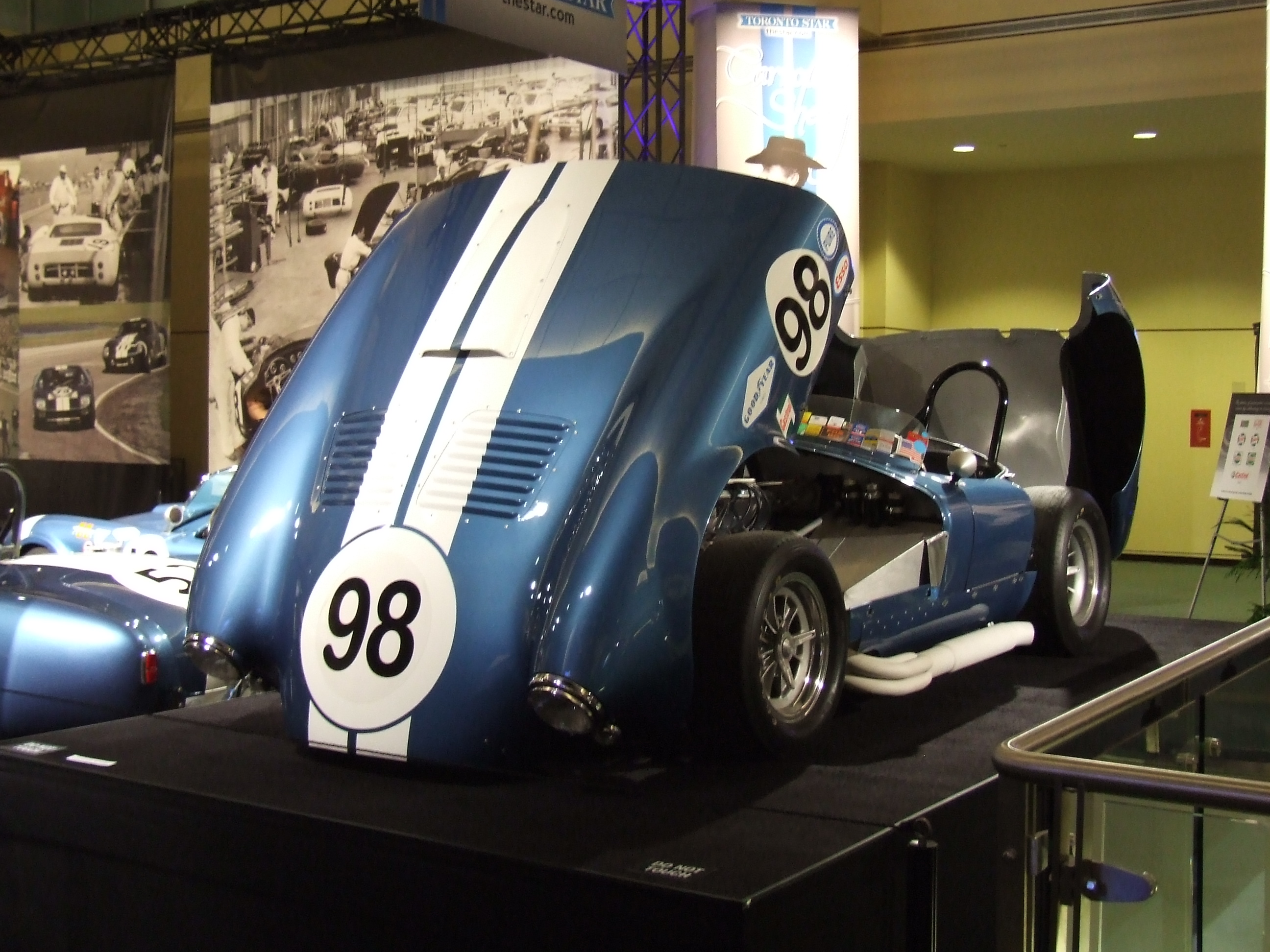
コブラ フリップトップ

## コブラ・マークIIIとホモロゲーション失敗
当時最強のライバルだったフェラーリに対してさらに有利な地位を獲るために、1964年からより強力なコブラが計画されていた。それは427V8を搭載する計画で、まずセブリングにこのを積んだプロトタイプ、ナッソーにスペシャルカウルのフリップ・トップが試験的に走り、これらのデータを基にして427コブラの骨格は具体的になっていった。427コブラ・ロードスター（マークIII）は1965年1月27日に発表された。より近代的に改良されたシャシーは、マークIIまでのリーフ・スプリングからコイル・スプリングの全輪独立となった。各部の強度計算はフォードのコンピューターによって弾き出されたものであった。
427コブラは289コブラに替わるシェルビー・アメリカンの主戦力になる予定であった。まずGTホモロゲーション取得のため、427を289のエボリューションモデルとしてFIAへ申請したが、足回りの形式が違うのを理由に却下されてしまった。その後100台のコンペティション・モデルの生産が行われたが、このホモロゲーション取得は結局失敗に終わった。その理由は、フォードがフォードGTの開発と製造、さらにワークスチームの運営とそれらレースカーのメンテナンス、フォードの新型市販車のスポーツモデルの開発と製造までを一気に依頼してきたためであった。そのため427コブラの生産は軌道に乗らず、12ヶ月で50台を生産したに止まった。
427のレース仕様は、最初に完成した2台のうちの1台"CSX3002"だけがワークスカーとして使われた。1965年シーズンはデイトナ・コブラを主力に据えて活動していたため、USRRCの3レースとオーストラリアのTTレースにだけ参戦、USRRCの3レースはリタイヤしオーストラリアTTレースは完走したが戦跡としては残っていない。
1965年以後シェルビーではすでに完成していた50台を準レース仕様の427S/Cとして市販し、以後のモデルはインターセプター428V8を搭載したストリート仕様として生産市販した。

## シェルビーマスタングGT350
シェルビー・アメリカンは新たなモデルの生産も開始した。フォードのスポーティモデル、マスタングをベースとするシェルビー・マスタングGT350である。GT350はトランザム（Trans-American Sedan Championship ）シリーズに出場させるべく開発されたモデルで、シボレー・コルベットの対抗馬とすることと、当時のフォードの人気車種マスタングにハイ・パフォーマンス・イメージを加えることを目的に生産された。1965年の初めにまず100台が出荷され、以後サンホセのアッセンブリー工場からは2日に100台の割合で送り出されることになった。同時にコンペティション仕様のGT350Rも生産市販されている。

## シェルビー・アメリカンの終焉
1966年のル・マン24時間レースでフォードGTを1・2位に導いたシェルビー・アメリカンは、1967年も再びフォードGTマーク4を優勝へと導き、フォードに2年連続優勝の栄光をもたらした。しかしその陰にはキャロルの片腕にしてシェルビー・アメリカンを支えてきたケン・マイルズの死という大きな犠牲もあった。マイルズはフォードの意欲作フォードGTのJカーをテスト中の1966年8月にリバーサイドのコース上で帰らぬ人となったのであった。
1967年3月、シェルビー・アメリカンはコスト高から427コブラの生産を中止し、これ以後シェルビー・アメリカンが生産するモデルはシェルビーGT350/500だけとなった。しかしこれも次第にフォードのリクエストという名の圧力がかかり始め、GT350/500は段階的に硬派なスポーツカーからイメージを優先した市場受けするスポーティカーへと変貌を遂げていった。そしてまたシェルビー・アメリカン自身、ますます増え続ける生産量に対処するため、レースどころではなくなっていた。
ル・マンの制覇とマスタングの成功で全ての目標を達成しトータル・パフォーマンスを充分にアピールしたと判断したフォードは、もはやコンペティション活動の必要はないと判断しレース活動を打ち切ることを決定した。1967年のル・マン以後フォードの引き際は早かった。
国内レースへ戻ったシェルビー・アメリカンはトランザムシリーズにその活路を見出した。マーキュリー・クーガーやシボレー・カマロを相手に1966年、1967年と年間タイトルを獲得したが1968年、1969年はタイトルが取れず、1969年ライムロックでピーター・レブソンのシェルビーチューン、ボス302で勝ったのがシェルビー・アメリカン最後の勝利となった。そして1969年10月4日、リバーサイドのコース上でキャロル・シェルビーはモーター・レーシングからの引退を表明した。
すでに全て計画どおりにハイ・パフォーマンス・イメージを築き上げていたフォードは独自にボス302とマスタング・マッハ1を市場にリリースしており、ここに完全にシェルビー・モデルの必要性は消えたのであった。キャロル・シェルビー自身も大きく膨れ上がったカー・ビジネスに嫌気が差していた。彼はフォードとの訣別を決意し、フォードのリー・アイアコッカに対しシェルビー・モデル生産の終了を申し出る。そしてキャロルが造り上げた栄光のネーミング「コブラ」もフォードに1ドルで譲渡した。1969年が終わると同時にシェルビー・アメリカンのファクトリーも機能を停め解散した。